# Swisspower
Die Swisspower AG mit Sitz in Bern ist ein Gemeinschaftsunternehmen von Schweizer Gemeinde- und Stadtwerken in den Bereichen Elektrizität, Erdgas, Wärme und Trinkwasser. Das Unternehmen wurde im Jahr 2000 gegründet und wird von 22 Aktionärspartnern aus der ganzen Schweiz getragen.

## Tätigkeitsgebiet
Als Allianz der Schweizer Stadtwerke erbringt Swisspower Dienstleistungen für Energieversorgungsunternehmen. Unter der gemeinsamen Dachmarke Swisspower vereinigen sich zwei eigenständige Gesellschaften (Swisspower AG und Swisspower Renewables AG), die sich auf verschiedene Tätigkeitsfelder konzentrieren:

### Swisspower AG
Die Swisspower AG ist das Dach der Swisspower Gruppe. Sie koordiniert und vertritt die Gruppeninteressen in Politik und Öffentlichkeit und repräsentiert ihre Aktionäre in den relevanten Branchenverbänden. Nebst der Erschliessung neuer Zusammenarbeitspotenziale unter den Stadtwerken ist die Umsetzung des Swisspower Masterplans 2050 eine der Hauptaufgaben der Swisspower AG.